# 根·威廉斯
根·威廉斯（英語：Gwyn Williams，又譯作格溫·威廉姆斯）是一名威爾斯足球領隊， 現任列斯聯技術主管。他曾經擔任車路士的首席球探，一手發掘約翰·泰利，並且協助球隊以1,400萬英鎊出售托雷·安德列·費奧。

## 球會
曾經擔任德雷頓莊園高中教師的威廉斯在學校擔任社監和物理科主任，後來他加入車路士擔任青年發展官，而在克勞迪奧·雲尼亞里擔任領隊期間亦曾出任助教。2006年6月，他最終離開任職27年的車路士。
不久後，威廉斯獲任命為列斯聯的技術主管，主要是負責發掘球員。時任領隊丹尼斯·韋斯離任，而且大衛·巴塞特和約翰·甘農被放棄後，威廉斯暫代領隊直至加利·麥亞里士打上任為止，他重新擔任原職，繼續發掘球員，其中一個較成功的例子是從西班牙低級別聯賽發掘路西安奴·比治奧。